# Máté Fenyvesi
Dans le nom hongrois Fenyvesi Máté, le nom de famille précède le prénom, mais cet article utilise l’ordre habituel en français Máté Fenyvesi, où le prénom précède le nom.
Máté Fenyvesi (né le 20 septembre 1933 à Jánoshalma en Hongrie et mort le 17 février 2022) est un joueur de football international hongrois, qui évoluait au poste de milieu de terrain.

## Biographie

### Carrière de joueur

#### Carrière en sélection
Avec l'équipe de Hongrie, il joue 76 matchs (pour 8 buts inscrits) entre 1954 et 1966. 
Il joue son premier match le 19 septembre 1954 contre la Roumanie et son dernier le 5 juin 1966 contre l'équipe de Suisse.
Il figure dans le groupe des sélectionnés lors des Coupes du monde de 1958, de 1962 et de 1966. Il joue trois matchs lors du mondial 1958 : contre le pays de Galles, la Suède et à nouveau le pays de Galles. Il joue de nouveau trois matchs lors du mondial 1962 : contre l'Angleterre, la Bulgarie et enfin la Tchécoslovaquie. En revanche, il ne joue aucun match lors du mondial 1966.
Il participe également à l'Euro de 1964.

## Palmarès
Ferencváros
| - Championnat de Hongrie (4) : - Champion : 1962-63, 1964, 1967 et 1968. - Vice-champion : 1959-60, 1965 et 1966. - Coupe de Hongrie (1) : - Vainqueur : 1958. - Finaliste : 1966. |  | - Coupe des villes de foires (1) : - Vainqueur : 1964-65. - Finaliste : 1967-68. |